# Misery-Courtion
Misery-Courtion är en kommun i distriktet Lac i kantonen Fribourg, Schweiz. Kommunen skapades den 1 januari 1997 genom sammanslagningen av kommunerna Misery, Courtion, Cormérod och Cournillens. Misery-Courtion hade 2 364 invånare (2023).